# Egyslágeres előadó
Az egyslágeres előadó olyan zenész vagy együttes, kinek/melynek rövid ideig tartó hírnevét, sikerét egyetlen kislemez alapozta meg, a többi száma és nagylemezei pedig (viszonylag) ismeretlenek, népszerűtlenek maradtak. Egyéb megnevezései egylemezes sztár, vagy pedig az angol one-hit wonder tükörfordításaként egyslágeres csoda.

## Meghatározás
Általánosságban az olyan popzenei előadókra alkalmazzák, melyeknek csak egyetlen slágerlistás helyezésük volt, hírnevük rövid ideig tartott, a többi munkájuk pedig ismeretlen maradt. Gyakran pejoratív értelemben használják.
Egyesek a klasszikus zenére is kiterjesztik a meghatározást; például Johann Pachelbelt egyesek egyslágeres előadónak nevezik, mivel munkásságából csak a D-dúr kánon mű közismert.
Ezen felül az „egyslágeres”, „egylemezes” jelzőt nemcsak zenészekre, hanem sportolókra, cégekre, egyesületekre stb. is alkalmazzák, akiknek ismertsége egyetlen (pozitív vagy negatív megítélésű) munkájuknak, cselekedetüknek köszönhető.

## Példák
Egyslágeresként emlegetett popzenei előadók (zárójelben a hírnevüket megalapozó kislemez):
- Lipps Inc. (Funkytown, 1980)
- Soft Cell (Tainted Love, 1981)
- Nena (99 Luftballons, 1983)
- Sabrina (Boys, 1987)
- Vanilla Ice (Ice Ice Baby, 1990)
- Right Said Fred (I’m Too Sexy, 1992)
- Haddaway (What is Love, 1993)
- Los del Río (Macarena, 1994)
- Mr. President (Coco Jamboo, 1996)
- Lou Bega (Mambo No. 5, 1999)
- Baha Men (Who Let the Dogs Out?, 2000)